# Férula (medicina)

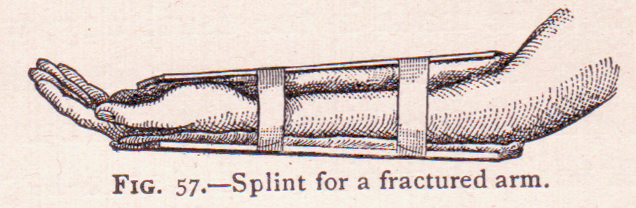
Ilustración de una férula en un brazo.

En medicina, una férula es un dispositivo o estructura de metal (normalmente aluminio, por ser muy dúctil), madera, yeso, cartón, tela o termoplástico que se aplica con fines generalmente terapéuticos. Las más usadas son para tratamiento de fracturas o como complemento de cirugías ortopédicas, en rehabilitación como parte de terapia ocupacional y en odontología.

## Usos
En general las férulas en medicina se utilizan para mantener en su posición o sostener e inmovilizar partes del cuerpo, particularmente las móviles o articuladas:
- De manera temporal o provisional antes del tratamiento definitivo como por ejemplo en el tratamiento de fracturas o luxaciones de extremidades y articulaciones.
- En forma permanente o de uso prolongado hasta la curación, para permitir la cicatrización o la consolidación de tejidos lesionados proceso que se dificulta con el movimiento. Si son de uso prolongado o definitivo y en extremidades se usa más el término ortesis.
- Para facilitar la circulación linfática y venosa.
- Para corregir o evitar deformidades.

## Tipos
Se pueden distinguir por el segmento corporal en que se aplican , por el material y por su estructura. Pueden ser rígidas, moldeables o de tracción:

### Uso en extremidades
- Férula en aeroplano: férula de alambre combinada con un vendaje enyesado para las fracturas del miembro superior, del brazo especialmente, que sostiene a este en abducción en posición más o menos horizontal.
- Férula de Anderson: una férula para la fijación externa de las fracturas consistente en dos largos tornillos o clavos que se insertan a través de los tejidos en el hueso antes y después de la fractura. Los tornillos se fijan a un dispositivo externo que permite su aproximación mediante un tornillo regulable
- Férula de coaptación: tablillas ajustadas alrededor de un miembro fracturado con objeto de mantener la coaptación de los fragmentos
- Férula de Böhler-Braun: férula metálica para la fractura supracondílea del fémur con tracción esquelética tibial
- Férula de Kramer: férula flexible compuesta de dos gruesos alambres paralelos, entre los cuales hay otros alambres más delgados a modo de peldaños de escalera.
- Férula de Dennis: una férula que consiste en un par de férulas para los pies unidas mediante una barra. Se utiliza en el talipes equinovarus.
- Férula de Finochietto: férula articulada regulable, que puede acoplarse al estribo del mismo autor, utilizados en el tratamiento por extensión continua de las fracturas de la extremidad inferior.
- Férula de Hennequin: férulas de tela (tarlatana) enyesada, cortadas de un modo especial, para las fracturas del brazo.
- Férula de Linston: una férula recta, a menudo de madera con una almohadilla para la fractura del fémur. Se adapta a un lado del cuerpo y al miembro inferior.
- Férula de Maisonneuve: férula de tela (tarlatana) enyesada para la sujeción del muslo, pierna y pie, en número de dos, una posterior, que comprende el muslo, pierna y planta del pie, y otra lateral, que recorre el miembro y pasa por debajo del pie a mode de estribo
- Férula de Stader: barra metálica con una púa de acero en cada extremo en ángulo recto que se clava en los fragmentos del hueso sirviendo la barra para mantener la alineación.
- Férula de Stromeyer: férula compuesta de tablillas articuladas que puede fijarse en un ángulo cualquiera
- Férula de Thomas: dispositivo para el tratamiento de urgencia de las fracturas de fémur compuesto por dos barras metálicas paralelas que se unen a un anillo por un lado y por el otro a una barra sobre la que se aplica la tracción.
- Férula de Engelmann: modificación de la férula de Thomas.
- Férula de Volkmann: férula para las fracturas del miembro inferior.
- Férula de Dupuytren: férula lateral para la reducción de la fractura de Pott (peroné).
- Férula bávara: férula enyesada en la que el yeso se halla entre dos hojas de franela mojadas.

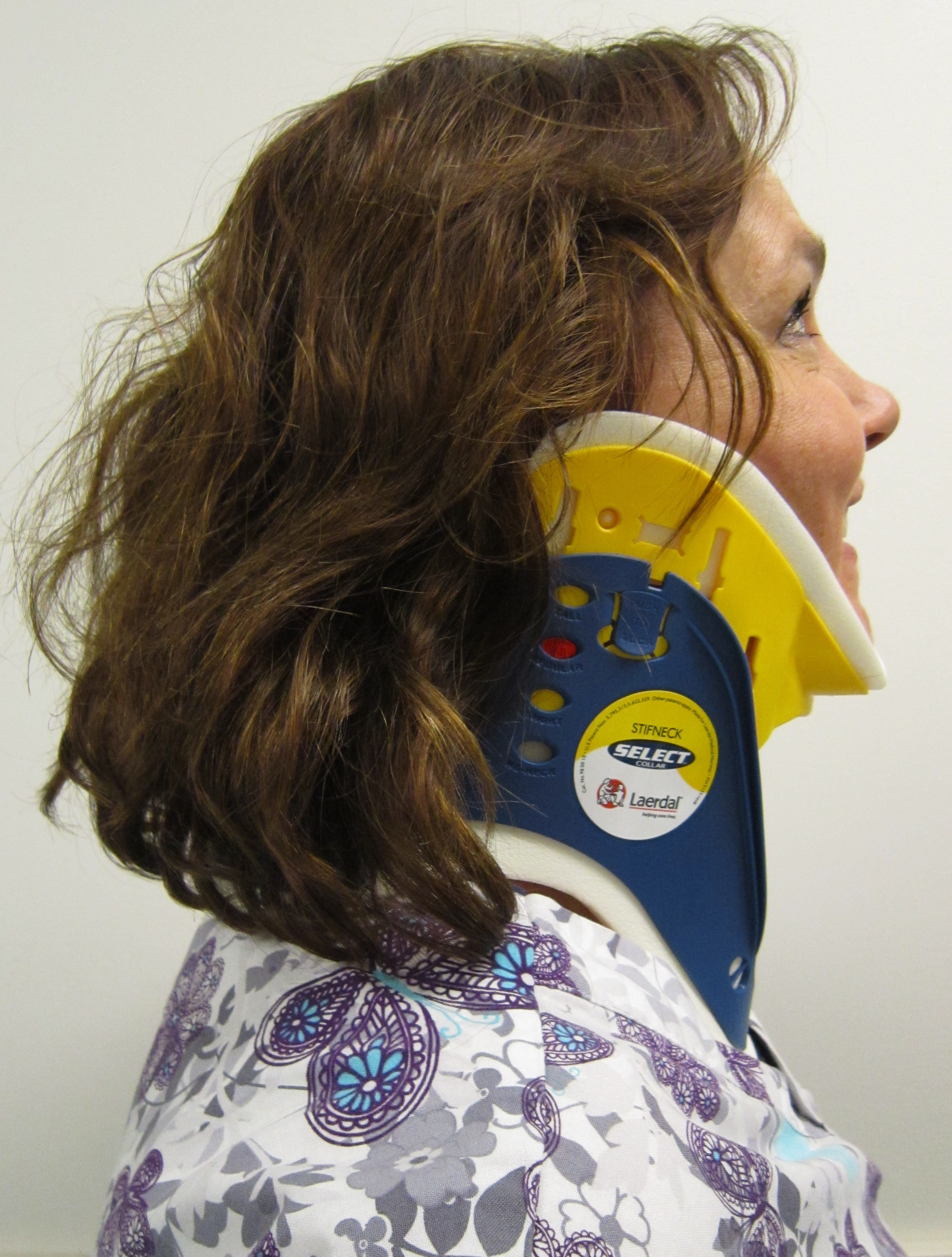
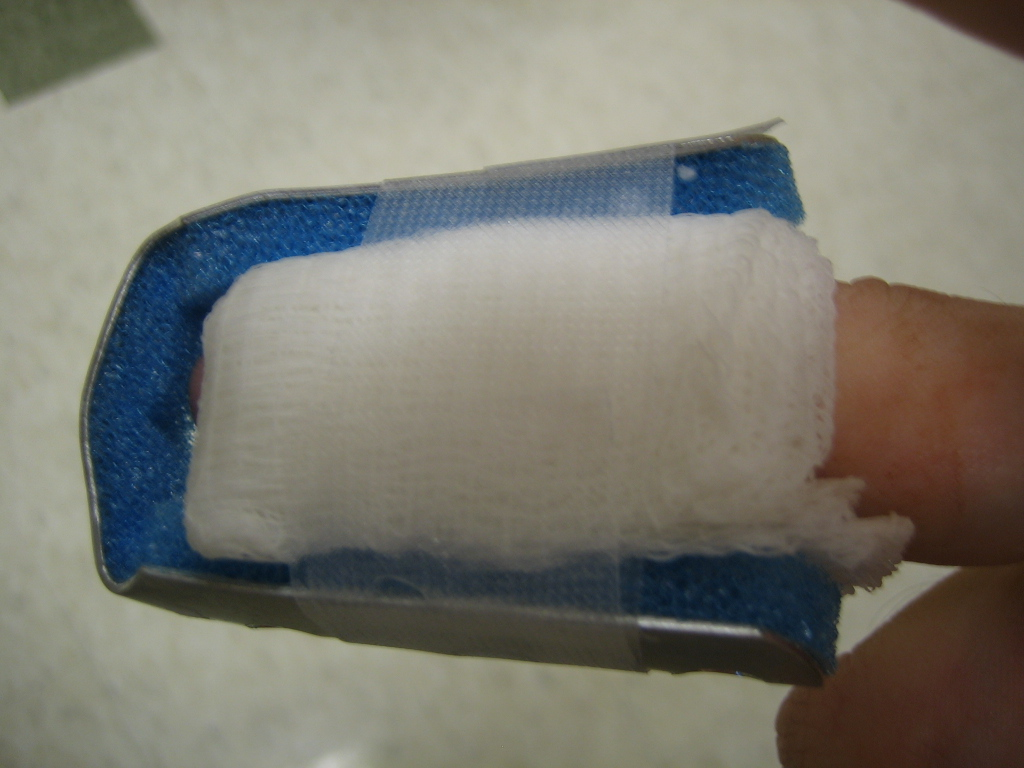
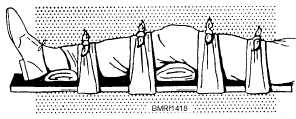
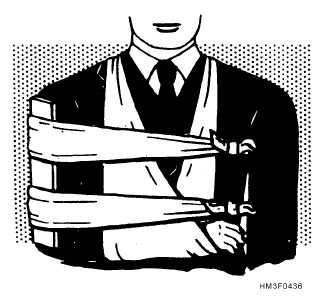
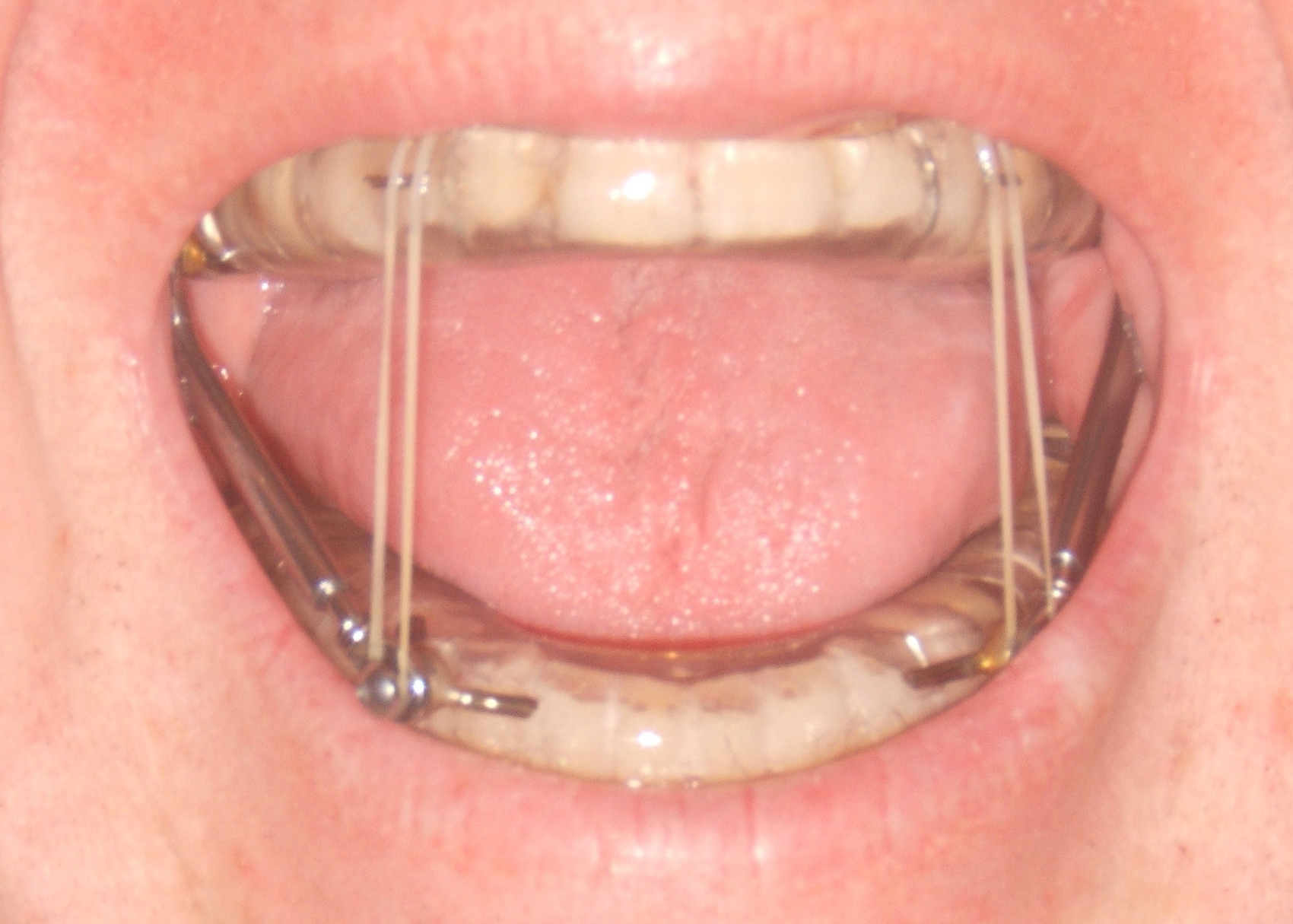
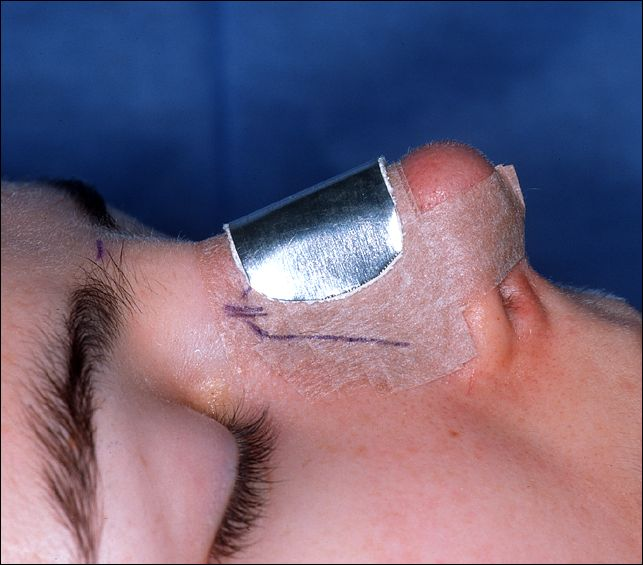
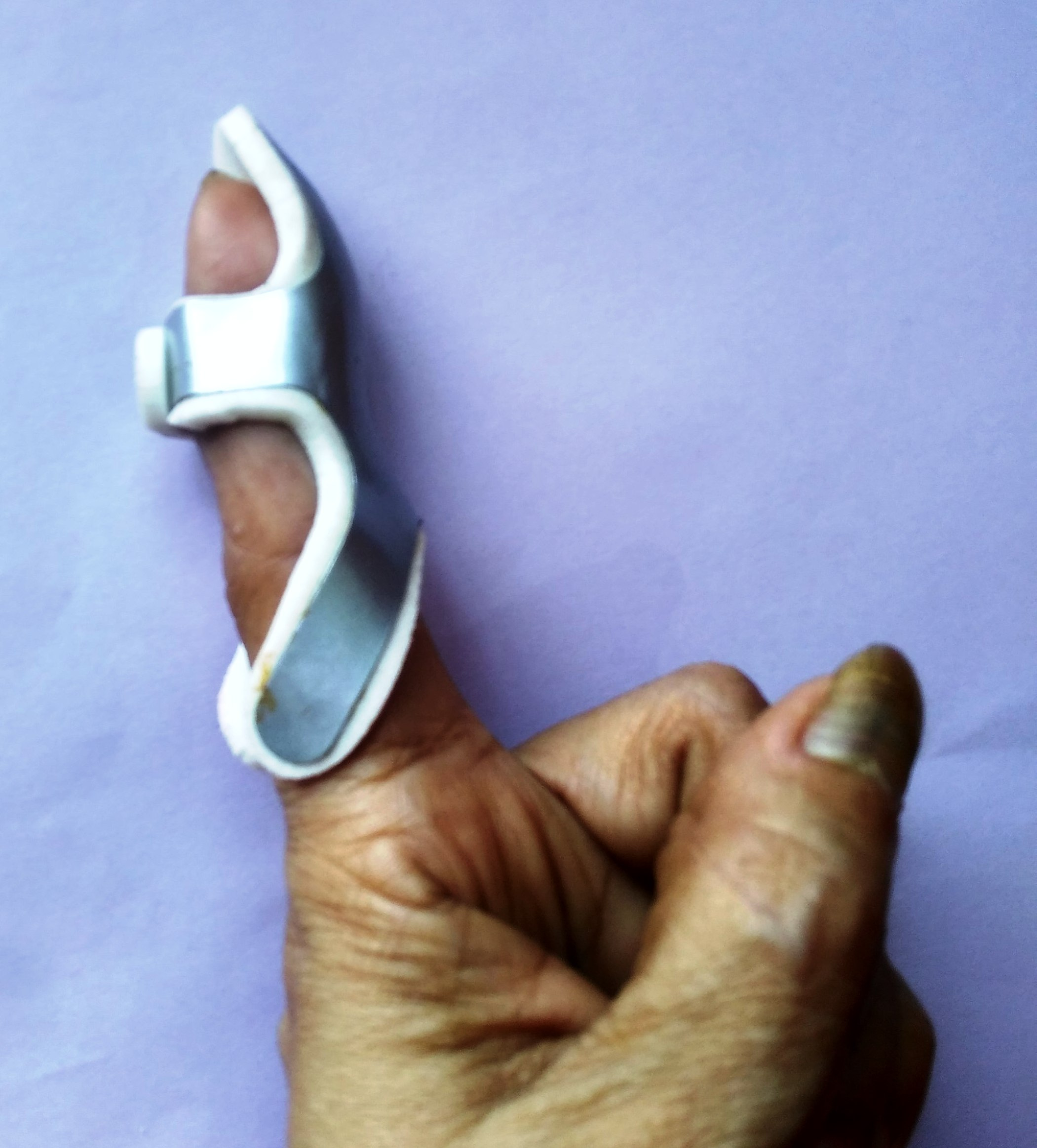

### Uso en la cara
- Férula de Asch: una férula en forma de tubo utilizada en las operaciones de la nariz
- Férula bucal: material colocado en la superficie bucal de las unidades fijadas de una dentadura parcial para mantener dichas unidades en posición para su montaje.
- Férula de Carter: puente de acero con orificios cuyas alas están conectadas mediante una bisagra; se utiliza en las operaciones para corregir la depresión del puente de la nariz.
- Férula intranasal de Carter: puente de acero perforado empleado en la operación de la nariz deprimida.
- Férula de Gilmer: férula de alambre de plata que se adapta a los dientes inferiores en las fracturas de la mandíbula.
- Férula de Gunning: una férula interdental utilizada en el tratamiento de las fracturas de la mandíbula o del maxilar
- Férula de Watson-Williams: férula metálica para las fracturas de los huesos de la nariz.
- Férula interdentaria: tablilla para la fractura del maxilar inferior, mantenida en posición por alambres sujetos en los dientes.
- Trastornos de la articulación temporomandibular:
  - Férula oclusal, de descarga o de desprogramación neuromuscular
  - Férula de descarga (tipo Michigan)
  - Férula de adelantamiento mandibular